# 格雷格·塔尔赞·戴维斯

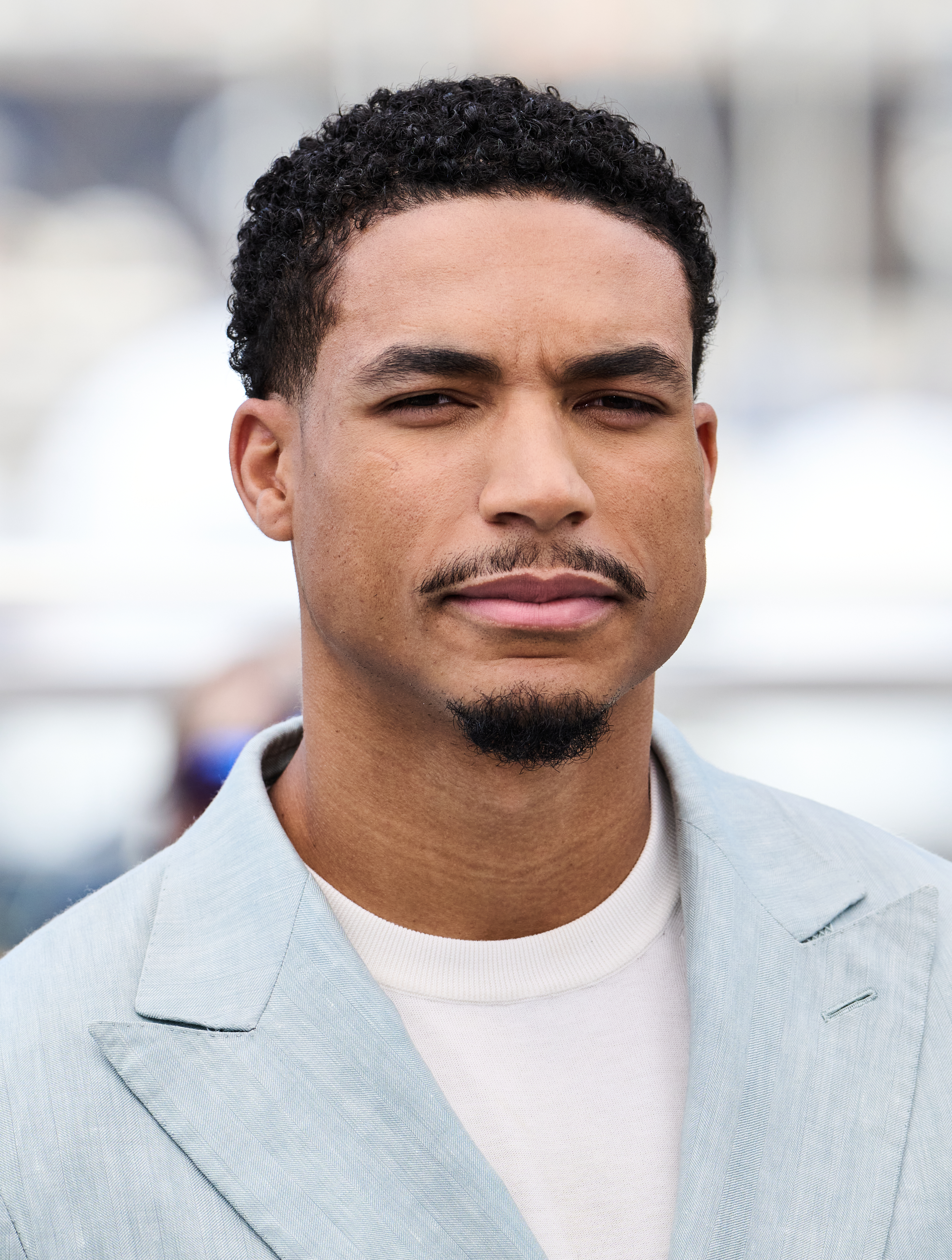
格雷格·塔尔赞·戴维斯

格雷格·塔尔赞·戴维斯（1993/1994-） 是一位美国演员。他曾是一名小学教师。  他後來搬到洛杉矶並開始演戲。2021年，他出演電視劇實習醫生。2022年，他出演电影捍衛戰士：獨行俠。  之後他又出演電影不可能的任務：致命清算以及不可能的任務：最終清算。